# Monopol (zespół muzyczny)
Monopol – polski zespół wykonujący muzykę z pogranicza pop-rapu, disco i euro house, założony w 2006 roku z inicjatywy wokalisty Andrzeja „Jędkera” Wawrykiewicza.

## Historia
Monopol, początkowo pod nazwą Monopol na Rospierdol, został założony w 2006 roku przez rapera Andrzeja „Jędkera” Wawrykiewicza, członka hip-hopowej grupy WWO. Ostatecznie zespół uformował się w 2008. W 2009 grupa wydała pierwszą płytę pt. Product of Poland 100%. Przed premierą drugiego albumu studyjnego w 2011 doszło do zmian w składzie grupy. W tym roku grupa wystąpiła 24 lutego podczas Viva Comet Awards oraz 19 marca 2011 na gali Konfrontacji Sztuk Walki XV. Po wydaniu albumu Eko nastąpiły ponowne zmiany w składzie. Od 2012 roku grupę tworzyli Jędker, DJ Endo oraz dwie wokalistki, Edyta i Anita Zaboroś. W tym samym roku zespół wydał trzy single: „Imprezza”, „Monaco” i „Jedna noc”, które w zamierzeniu zwiastowały kolejny album.
Z powodu postrzegania tekstów oraz warstwy dźwiękowej jako banalnych, muzyka grupy była błędnie klasyfikowana na łamach niektórych mediów jako disco polo.
W 2013 roku zespół zakończył działalność.

## Dyskografia
| Rok  | Tytuł                                                                                 | Źródło |
| ---- | ------------------------------------------------------------------------------------- | ------ |
| 2009 | Product of Poland 100% - Data: 9 listopada 2009 - Wytwórnia: Sony Music Entertainment | [ 9 ]  |
| 2010 | Remixed in Poland - Data: 19 czerwca 2010 - Wytwórnia: Entyrecords LTD/Fonografika    | [ 10 ] |
| 2011 | Eko - Data: 1 kwietnia 2011 - Wytwórnia: Endo MG                                      | [ 11 ] |

| Rok  | Tytuł               | Najwyższe pozycje na listach | Album                  |
| Rok  | Tytuł               | POL Dance                    | Album                  |
| ---- | ------------------- | ---------------------------- | ---------------------- |
| 2010 | „Zodiak na melanżu” | 13                           | Product of Poland 100% |
| 2010 | „Lans”              | 17                           | Product of Poland 100% |

## Teledyski
| Rok  | Tytuł                                        | Reżyseria                      | Album                  | Źródło |
| ---- | -------------------------------------------- | ------------------------------ | ---------------------- | ------ |
| 2009 | „Zodiak na melanżu”                          | Dwaem Media Group              | Product of Poland 100% | [ 13 ] |
| 2010 | „Lans [Full Erection Remix]”                 | Big Bang Film                  | Remixed in Poland      | [ 14 ] |
| 2011 | „Mega luzik”                                 | Jędker, Red, Dwaem Media Group | Eko                    | [ 15 ] |
| 2011 | „Nie, nie, nie” feat. WAWA, Matylda Damięcka | –                              | Eko                    | [ 16 ] |
| 2012 | „Monaco”                                     | Dwaem Media Group              | –                      | [ 17 ] |
| 2012 | „Imprezza”                                   | –                              | –                      | [ 18 ] |
| 2012 | „Jedna noc”                                  | Dwaem Media Group              | –                      | [ 19 ] |

## Nagrody i wyróżnienia
- Viva Comet Awards: Viva Comet 2011 – nominacja w kategorii „Zgrana Paczka (Zespół Roku)”[20]
- Viva Comet Awards: Viva Comet 2011 – nominacja w kategorii „Gruby Przytup (Charts Award)”[20]